# Valentin Haussmann
Valentin Haussmann, auch Haußmann oder Hausmann (* um 1560 in Gerbstedt; † um 1614 ebenda), war ein deutscher Komponist.

## Leben
Haussmann war Sohn des Musikers Valentin Haussmann (* 1484 in Nürnberg; † um 1560 in Gerbstedt), eines Freundes von Martin Luther und Johann Walter. Über seine frühen Lebensjahre und seine musikalische Ausbildung gibt es keine Angaben. Bis 1609 war Haussmann Organist und Ratsherr in Gerbstedt.
Er trug mit Ausgaben italienischer Liedkompositionen in deutscher Sprache und mit eigenen „geselligen“ Kompositionen entscheidend zur Verbreitung italienischer Musik in Deutschland bei und lieferte einen frühen Beitrag zur Instrumentalmusik (Neue Intrade, 1604). Er schuf auch einige Werke sakraler Musik.
Mit seinen 1598 gedruckten, orchestralen Tanzsätzen war er der erste eigentliche Instrumentalkomponist in Deutschland. Er verfügte zunächst über keine feste Anstellung, sondern reiste als freischaffender „Musicus“ im Land umher. Erst 1590 erhielt er eine Anstellung als Organist in seiner Geburtsstadt, wo er in dieser Zeit auch Ratsherr war.
Sein genaues Todesdatum ist bis heute unklar, aber es muss 1614 oder kurz davor liegen. Dies ergibt sich aus der Tatsache, dass die zweite Veröffentlichung von Johann Jeeps Studentengärtlein, welche in diesem Jahr erschien, eine Komposition zu seinem Tod enthält. 